# Dryopteris strigilosa
Dryopteris strigilosa là một loài dương xỉ trong họ Dryopteridaceae. Loài này được Davenp. C. Chr. mô tả khoa học đầu tiên năm 1906.